# Jérôme Colinet
Jérôme Colinet (* 26. April 1983 in Dinant) ist ehemaliger belgischer Fußballer.
Colinet kam zur Saison 2006/07 vom niederländischen Erstligisten Roda Kerkrade zum SC Paderborn 07, der in der 2. Liga in Deutschland spielt. Bei Kerkrade wurde der defensive Mittelfeldmann vom in Deutschland gut bekannten Huub Stevens trainiert. Jérôme Colinet erzielte für den SC Paderborn 07 in dieser Saison einen Treffer. Dies war ein wichtiger Elfmeter in der DFB-Pokalpartie beim Regionalligisten 1. FC Magdeburg. Zur Saison 2007/08 verließ Colinet den SC Paderborn 07 in Richtung Belgien. Hier spielte er zunächst bei KV Mechelen, jedoch wechselte er noch in der Saison 2007/08 weiter zu UR Namur in die belgische zweite Liga. Nachdem er ab Juli 2008 vereinslos gewesen war, spielte er ab Oktober 2008 mit der Rückennummer 16 für den belgischen Zweitligisten KAS Eupen. Nachdem er mit der Mannschaft in die Erstklassigkeit aufgestiegen war, konnte er sich dort allerdings nicht wirklich durchsetzen, brachte es auf nur wenige Einsätze und verabschiedete sich zum Saisonende 2010/11 in Richtung zweite Liga zu Lommel United. Seit 2013 spielte Colinet für diverse unterklassige Vereine, zuletzt bei Drittligist Royale Union Wallonne Ciney. Dort beendete er auch im Oktober 2018 seine aktive Karriere.